# Grammitis
Grammitis, rod pravih paprati (papratnice) iz potporodice Grammitidoideae,. dio porodice Polypodiaceae, red Polypodiales. Kew pod ovaj rod navodi 701 vrstu, no one su danas raspoređene po drugim rodovima, pa je na popisu ostalo dvadesetak vrsta.
Rod je opisan u J. Bot. (Schrader) 1800(2): 17 (1801). Tipična je Grammitis marginella (Sw.) Sw. sa Kariba i Srednje Amerike.

## Vrste
1. Grammitis azorica (H.Schaef.) H.Schaef.
2. Grammitis basalis (Maxon) Lellinger
3. Grammitis bryophila (Maxon) F.Seym.
4. Grammitis bufonis L.D.Gómez
5. Grammitis carnosula (Christ) F.Seym.
6. Grammitis cincta Copel. ex Parris
7. Grammitis copelandii Tardieu
8. Grammitis coriaceifolia Rakotondr. & Parris
9. Grammitis cryptophlebia (Baker) Copel.
10. Grammitis ebenina (Maxon) Tardieu
11. Grammitis kyimbilensis (Brause ex Brause & Hieron.) Copel.
12. Grammitis leptopoda (C.H.Wright) Copel.
13. Grammitis limbata Fée
14. Grammitis marginella (Sw.) Sw.
15. Grammitis marginelloides (J.W.Moore) Copel.
16. Grammitis melanoloma (Cordem.) Tardieu
17. Grammitis membranifolia Rakotondr. & Parris
18. Grammitis microglossa (C.Chr.) Ching
19. Grammitis nigrocincta Alston
20. Grammitis paramicola L.E.Bishop
21. Grammitis peritimundi L.E.Bishop & A.R.Sm.
22. Grammitis setosora M.Kessler & A.R.Sm.
23. Grammitis solomonensis Parris
24. Grammitis stipitata Proctor
25. Grammitis tegetiformis L.E.Bishop
26. Grammitis vaupelii (Brause) Copel.

## Sinonimi
- Nanopteris Vareschi; Fl. Venezuel. 1: 881 (1969)